# Marcin Jakimowicz
Marcin Jakimowicz (ur. 1 czerwca 1971) – redaktor „Gościa Niedzielnego”, pisarz.
Absolwent prawa Uniwersytetu Śląskiego (1995). Mieszka w Katowicach. Żonaty, ma 3 dzieci. Publikował m.in. w „Rzeczpospolitej”, „W drodze”, „brulionie”, „Frondzie”, „Magazynie Muzycznym RUaH”, „Liście” i „Więzi”. Prowadzi pasmo muzyczne Muzyka przez duże eM w Radiu eM.

## Publikacje
- Radykalni. Z Budzym, Dzikim, Maleo i Stopą rozmawiał Marcin Jakimowicz, Katowice 1997 i późniejsze wydania.
- Dziennik pisany mocą, Kraków 2009.
- Dno. Dziennik pisany niemocą, Kraków 2001.
- Drugie dno, czyli Muzyka i świąteczny nastrój, Katowice 2003.
- Tramwaj, kefir i bułka, Kraków 2004.
- Krok w krok za Panem Jezusem. Opowieści biblijne w zagadkach, Katowice 2004.
- Pełne zanurzenie, Kraków 2007.
- Wyjście awaryjne, Kraków 2010.
- Ciemno, czyli jasno, Katowice-Bytom 2013.
- Z góry dziękuję!, wspólnie z Rafał Jarosiewicz, 2014.
- 4 Kroki w stronę wiary, 2014.
- Niech żyje słabość. O Wszechmocnym, który przychodzi jak żebrak, 2014.
- Słodkie kłamstwa. 24 godziny na dobę, wspólnie z Rafał Jarosiewicz, 2015.
- Antywirus, 2015.
- Pan Bóg? Uwielbiam! 44 dobre wiadomości, 2015.
- Jak poruszyć niebo? 44 konkretne wskazówki, 2018.
- Tu i teraz, 2019.
- Alleluja i do tyłu!, 2019.
- Siema, Kryzys!, 2019.
- Jak się wygrywa wojny?, 2020.
- Zbudowane. To się dzieje naprawdę!, wspólnie z Anna Bałchan, 2020.
- W ciemno za światłem, czyli jak nie stracić wiary, wspólnie z Tomasz Nowak OP, 2021.
- Podpalili świat, 2023.
- Jesteś wybrany. Jak Bóg powołuje tych, którzy się nie nadają, 2023.